# 二十里店站
二十里店站位于新疆维吾尔自治区乌鲁木齐县二十里店乡，是兰新铁路的一座火车站，等级为五等站，距兰州站1815公里，距乌鲁木齐站77公里，本站及相邻上下行区间均为未电气化区段。本站不办理客货运业务。邮政编码为830005。